# Knüllteich
Der Knüllteich, örtlich auch Schwarzenbörner Teich genannt, ist ein Stauweiher südwestlich von Schwarzenborn im Schwalm-Eder-Kreis in Hessen, Deutschland. Mit einem Damm ist er in einen kleineren West- und einen größeren Ostteil getrennt. 
Der Knüllteich liegt auf einer Hochfläche zwischen dem Wilsberg im Westen, dem Knüllköpfchen im Norden und dem Köpfchen im Süden in einer flachen Mulde. Der größere Ostteil liegt auf einer Sollhöhe von 536,18 m ü. NHN und hat eine Wasserfläche von 9,03 Hektar. Im Teich liegen zwei baumbestandene Inselchen, etwa 1000 und 500 Quadratmeter groß. Der kleinere Westteil hat eine Fläche von etwa 3,6 Hektar, stellenweise mit einem Schilfgürtel erheblicher Breite gesäumt. Die gesamte Wasserfläche summiert sich somit auf etwa 12,6 Hektar. Abweichend von den WRRL-Daten weisen die topografischen Karten eine Seehöhe von 537,1 m ü. NHN aus. 
Der Knüllteich wird gespeist von den Quellbächen der Efze, deren gefasste Quelle gut 500 Meter entfernt am Osthang des Wilsbergs liegt. Ein anderer Quellbach kommt vom Südosthang des Knüllköpfchens mit etwa 1100 Meter Fließstrecke. Schließlich trägt auch das Sammelwasser der sumpfigen Hochfläche zur Speisung des Teichs bei. Aufgestaut wird er durch einen etwa 250 Meter langen Damm im Südosten, auf dem die Landesstraße 3156 von Schwarzenborn zur südlich an den Teich angrenzenden Knüll-Kaserne und weiter nach Hauptschwenda und Neukirchen (Knüll) führt. An beiden Enden des Damms sind Parkplätze für Besucher angelegt.
Das Gelände wird gern als Naherholungsgebiet genutzt, gehört aber gleichwohl zum Kasernengelände. Es stellt mittlerweile ein Biotop dar. Baden, Windsurfen und im Winter Schlittschuhlaufen sind möglich. Eine Liegewiese am Ufer ist vorhanden.
Philipp der Großmütige, Landgraf von Hessen, ließ mit einem Dammbau den Knüllteich 1557 als Fischteich anlegen. Die hessischen Fürsten betrieben in ihrem Land eine intensive Teichwirtschaft. Der Ertrag war in erster Linie für den Hof in Kassel bestimmt.